# Nil homine terra peius ingrato creat
 Nil homine terra peius ingrato creat  лат. (изговор:  нил хомине тера пејус инграто креат). Ништа горе земља не рађа од незахвална човјека. (Аузоније)

## Поријекло изреке
Изрекао римски бесједник Аузоније.

## Тумачење
Аузоније мисли да не постоји веће зло од незахвалног човјека.